# Švédské obléhání Prahy
Švédské obležení Prahy bylo poslední střetnutí třicetileté války, které se odehrálo v roce 1648, když se švédská vojska operující v Čechách pokoušela obsadit Prahu. Švédské armádě generála Jana Kryštofa Königsmarcka se za pomoci přeběhlého císařského důstojníka Arnošta z Ottowaldu podařilo obsadit Malou Stranu a Pražský hrad již 26. července. Na pravém břehu Vltavy se však obyvatelé Starého a Nového Města pražského připravovali na obranu a ve dnech 31. července až 1. listopadu úspěšně odolávali útokům švédských armád.
Švédové z Prahy odvezli většinu umělecké sbírky Rudolfa II. nevyčíslitelné hodnoty. Součástí byly předměty jako Codex Argenteus nebo Codex gigas („Ďáblova Bible“), dále stovky cenných obrazů italských a vlámských mistrů, soch apod. Část této kořisti zůstává dosud ve Švédsku, část se dostala (jako vlastnictví královny Kristýny I.) do sbírek Vatikánu, pouze několik rukopisů se vrátilo do Česka.

## Průběh bojů

### Obsazení Pražského hradu a Malé Strany
Po neúspěšném obléhání Brna byla švédská vojska nucena ukončit tažení na Vídeň a stahovala se zpět do Švédska. 15. července se však generál Königsmarck spojil s Arnoštem z Ottowaldu, který mu o deset dní později zajistil vniknutí na Malou Stranu a na Pražský hrad. Švédské jednotky, které využily malou bdělost stráží v souvislosti s oslavou svatby císaře, nepozorovaně pronikly stezkou dovnitř. Po obsazení západních částí Prahy začali žoldnéři ihned rabovat. Lup vojáků činil 12 miliónů zlatých, do zajetí bylo zavlečeno 80 význačných osobností, za které bylo možno požadovat výkupné. Cenné sbírky, které na Pražském hradě nashromáždil císař Rudolf II., však Königsmarck nevydal svým lidem, ale prohlásil je za státní kořist a postavil k nim silné stráže. Tyto předměty pak byly odvezeny do Švédska, mnoho z nich se stalo součástí výzdoby Švédského královského paláce.

### Obléhání pražských měst

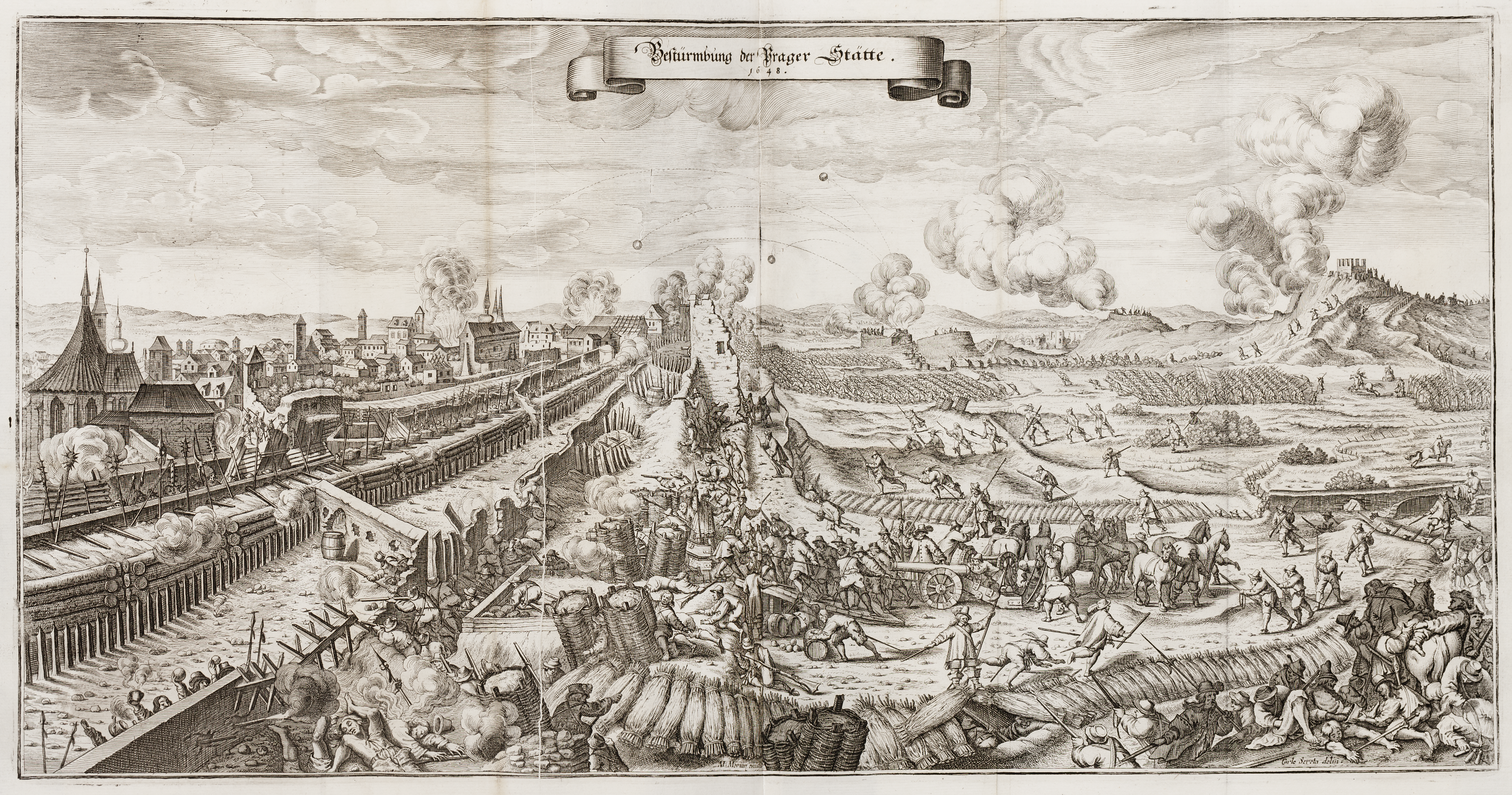
Výjev obléhání na rytině z Theatrum Europaeum, na podkladě malby Karla Škréty

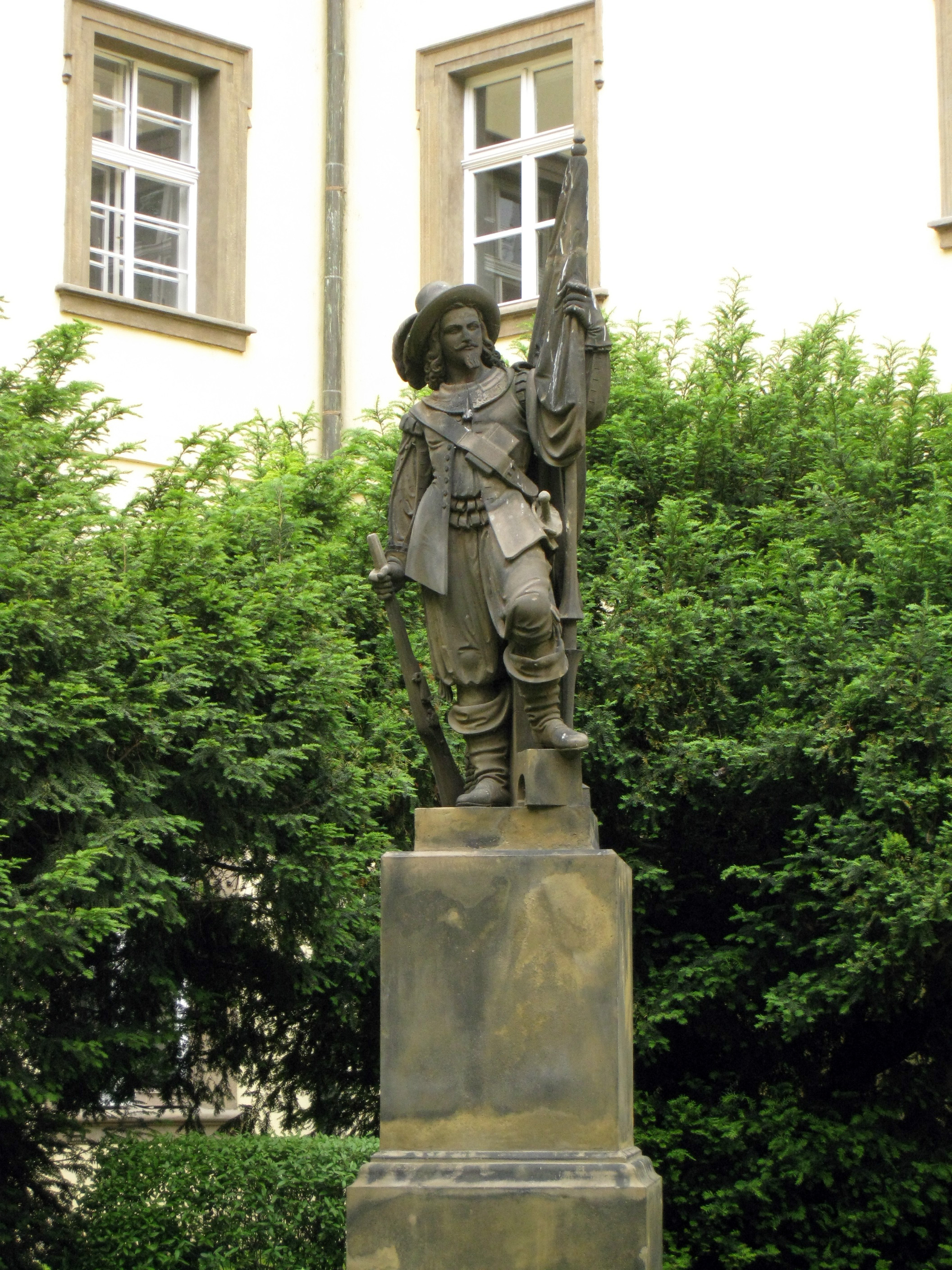
Socha pražského studenta odhalená k 200. výročí obléhání. Dnes stojí na nádvoří Klementina.

Po obsazení západního břehu Vltavy švédskými vojsky začal velitel pražské posádky Rudolf z Colloreda organizovat obranu Starého a Nového Města pražského. Švédové sice spoléhali na to, že budou v pražských městech vítáni jako osvoboditelé z "habsburského jha", jak je o tom ujišťovali čeští exulanti, ovšem situace byla jiná.
Hrabě Colloredo zorganizoval měšťanské sbory a přivítal i založení studentské legie složené z posluchačů pražské univerzity. Studentskou legii vedl jezuita z Klementina Jiří Plachý, který se sám přímo účastnil boje. 
Königsmarckovo vojsko však mělo plné ruce práce s loupením, takže útok prozatím neprovedlo. 31. července však dospěla k Praze další švédská armáda pod velením generála Wittenberga, a tak začalo obléhání. 3. a 4. srpna byla pražská města mohutně bombardována oběma švédskými armádami. K přímému útoku se však Švédové neodhodlali a Wittenbergovo vojsko táhlo na jih od Prahy, aby si mohli jeho vojáci nakrást stejně jako ti Königsmarckovi.

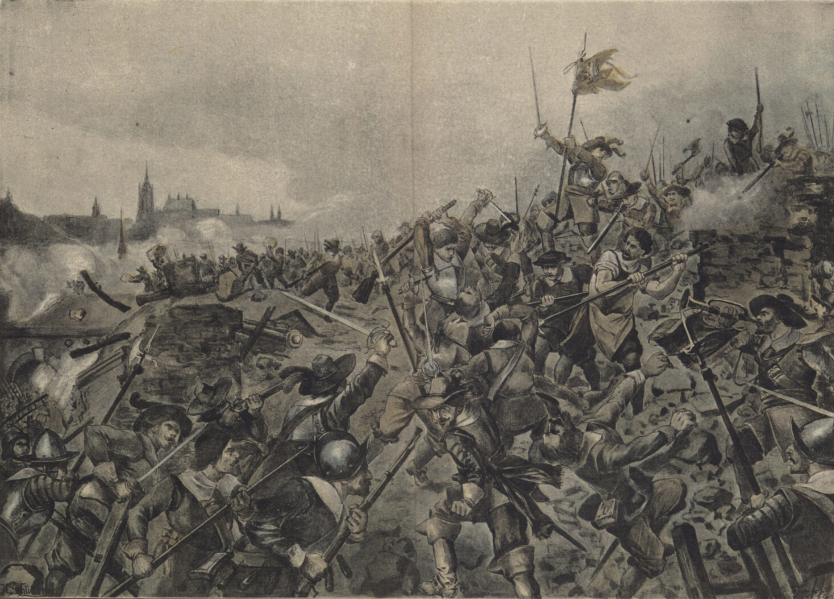
Švédský útok na Horskou bránu 24. října 1648 (malba H. Schüllingera)

Obležená Praha si mohla několik dní odpočinout a přistoupit k naléhavým opravám městských hradeb. O vedení obrany Starého a Nového Města proti Švédům se zasloužil pod velením Rudolfa z Colloreda také italský generál Innocentio Conti. Pod jeho vedením městští řemeslníci vylepšili obranu města a vystavěli nové hradby a barikády. Obránci města pak byli schopni udržet tyto části města až do samotného konce války a stažení Švédů 2. listopadu.
Koncem září se Wittenbergovo vojsko vrátilo zpět a s ním přitáhla další švédská armáda pod velením Karla Gustava, následníka švédského trůnu. První útok všech tří armád proběhl 6. října, ovšem největší boje se odehrály ve dnech 10. až 11. října. 24. října byl podepsán vestfálský mír, o kterém však nevěděli ani útočníci, ani obležení. Ten den se konal čtvrtý velký útok na město. Švédové se pokoušeli o průlom v městských branách a dosáhli i částečných úspěchů. Pražané se udatně bránili, podnikali protiútoky, avšak docházely jim zásoby střelného prachu. Hrabě Colloredo již začal vyjednávat se Švédy, ale podmínky byly tak potupné, že je Pražané odmítli. 1. listopadu dostal Karel Gustav zprávu, že byl uzavřen mír a třicetiletá válka skončila. 
Boje ztichly a švédská vojska se stáhla. Pražané mohli pohřbít 219 padlých obránců města, včetně majestátního pohřbu padlého generála-plukovníka Václava Čabelického ze Soutic, jehož rakev byla uložena v kryptě Týnského chrámu a osazena detailním náhrobkem.

## Důsledky

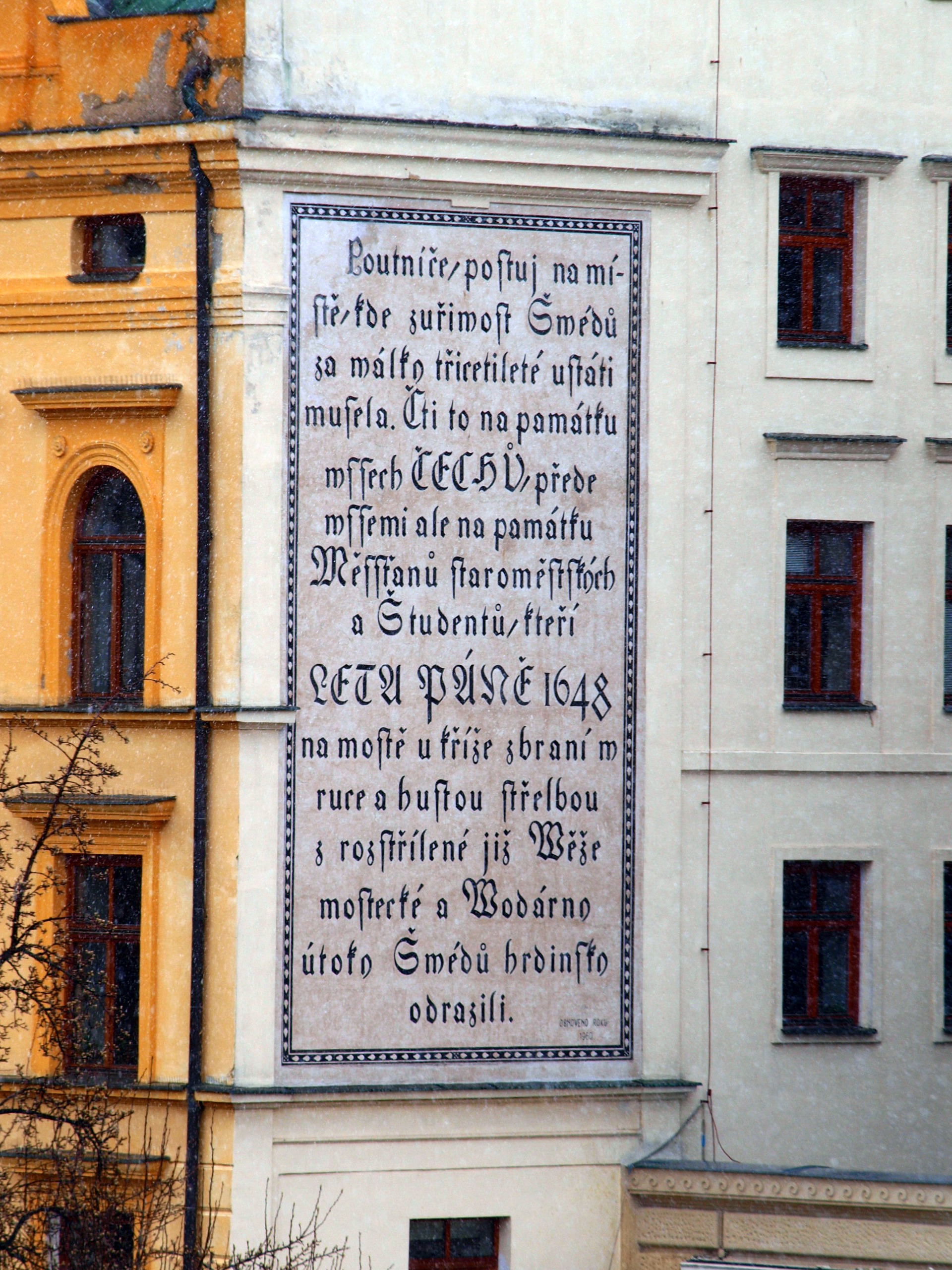
Nápis na Novotného lávce u Karlova mostu oslavuje hrdinství staroměstských občanů a studentů

Staré Město od císaře Ferdinanda III. dostalo do znaku „ruku s mečem, která se chystá hájit otevřenou bránu proti vetřelcům.“ Tato „ruka s mečem“ je dnes součástí znaku hlavního města Prahy. Podobně Ferdinand III. za zásluhy při obraně Starého Města udělil cechu židovských řezníků z židovského Města privilegium používat dvouocasého lva ve svém cechovním znamení. Na památku zachránění Prahy byl také, jako projev díkuvzdání Panně Marii, postaven na Staroměstském náměstí Mariánský sloup, který však byl roku 1918 zbořen v domnění, že se jednalo o symbol Rakouské monarchie.

Události z roku 1648 dodnes připomíná nápis na domě na Novotného lávce následujícího znění: 
Poutníče, postuj na místě, kde zuřivost Šwédů za wálky třicetileté ustáti musela. Čti to na památku wssech ČECHŮ, přede wssemi ale na památku Měssťanů staroměstských a Študentů, kteří LETA PÁNĚ 1648 na mostě u kříže zbraní w ruce a hustou střelbou z rozstřílené již Wěže mostecké a Wodárny útoky Šwédů hrdinsky odrazili.

### Švédská kořist

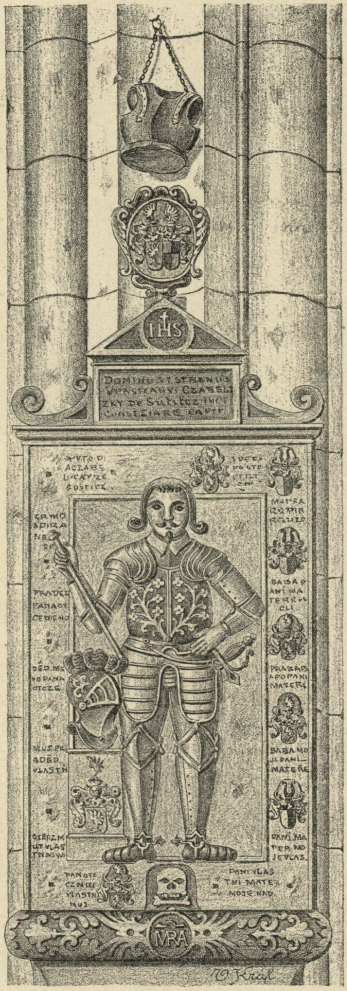
Náhrobek Václava Čabelického ze Soutic, padlého obránce Prahy, v Týnském chrámu v Praze (kresba V. Krále z Dobré Vody)

Na přímý rozkaz královny Kristýny I. byly z Prahy švédskými vojáky odvezeny zbytky Rudolfovy Kunstkomory, které vojska dřívějších okupantů nestačila odnést. Mezi nejvýznamnější kusy císařské sbírky patří Codex gigas nebo Codex Argenteus, na 500 obrazů, 70 bronzových soch, 370 vědeckých přístrojů, 400 indických kuriozit, stovky korálů, slonoviny, drahých kamenů, jantarů apod. Později byla uloupena také knihovna Rudolfa II. Mezi uměleckými předměty byla díla světových mistrů, jako např. Leonarda da Vinciho, Rafaela, Tiziana, Corregia, Tintoretta, Rubense, Paola Veroneseho, Caravaggia, Breughela, Cranacha, Dürera či Hieronyma Bosche.